# Morbid Saint
Morbid Saint es una banda de thrash metal proveniente de Sheboygan (Wisconsin), formada en 1986 y se separó en 1994. La banda hizo de soporte en numerosos conciertos de la banda Death.
Sacaron el demo "Lock up your Children" en 1988 y dos años después graban su álbum debut "Spectrum Of Death" por la disquera Avanzada Metálica y después siendo relanzada por Grindcore International en 1992. En 1992 graban su disco "Destruction System", el cual no fue lanzado hasta el 2015.

## Formación

### Formación actual
- Jay Visser - Guitarra (1982-1994, 2010-presente)
- Pat Lind - Vocales (1988-1994, 2010-presente)
- Bob Zabel - Bajo (2010-presente)
- Randy Wall - Batería (2010-presente)
- Kevin Koski - Guitarra (2011-presente)

### Miembros anteriores
- Mike Chappa - Bajo (1982-1987)
- Jim Fergades - Guitarra (1982-1994, 2010-?)
- Lee Reynolds -	Batería (1984-1994)
- Lance Wolf - Batería (1984)
- Tony Paletti - Bajo (1987-1990)
- Bob Sinjakovic - Vocales (1987-1988)
- Gary Beimel - Bajo (1990-1994)
- Chris Jacobs -	Batería (2010)

## Discografía
- Lock Up Your Children - 1988 (Demo)
- Spectrum Of Death - 1990 (Avanzada Metálica)
- Destruction System - 1992 (EP)
- Spectrum Of Death+Destruction System - 2005 (doble álbum)
- Thrashaholic - 2012 (Recopilación)
- Swallowed By Hell - 2024 (High Roller Records)